# Philodendron micranthum
Philodendron micranthum là một loài thực vật có hoa trong họ Ráy (Araceae). Loài này được Poepp. ex Schott miêu tả khoa học đầu tiên năm 1855.